# Aspettando il sole (album)
Aspettando il sole è un album-raccolta  del cantautore italiano Neffa pubblicato nel 2007.

## Tracce

### CD
1. Aspettando il sole - 5:10
2. La mia signorina - 3:20
3. Prima di andare via - 3:49
4. Alla fermata - 4:23
5. Quando finisce così - 3:46
6. Come mai - 3:39
7. Sano e salvo - 3:44
8. Lady - 3:17
9. Ti perderò - 3:40
10. Ragazzina illusa - 5:38
11. Non tradire mai - 4:36
12. Vento freddo - 4:05
13. Navigherò la notte - 4:56
14. In linea - 4:25
15. Tutto può succedere - 4:20
16. Gran finesse - 3:45
17. Nella luce delle 06.00 ('98 Remix) - 4:16
18. Aspettando il sole (Neffa Remix)

### DVD
1. Aspettando il sole
2. Non Tradire mai
3. Vento Freddo
4. La Mia Signorina
5. Sano e salvo
6. Come Mai
7. Lady
8. Prima di andare via
9. Quando finisce così
10. Alla fermata

## Musicisti
- Neffa - voce
- Mattia Bigi - basso
- Gaetano Pellino - chitarra

## Classifiche
| Classifica (2007) | Posizione |
| ----------------- | --------- |
| Italia            | 57        |